# Paleariza
Il Paleariza (Antica Radice in greco di Calabria), è stato un festival etno-culturale-musicale che si svolgeva annualmente nell'area Ionica e grecofona della provincia di Reggio Calabria.

## Storia
Il festival, istituito nel 1997, è stato il principale evento etno-turistico e culturale dell'area grecanica dell'Aspromonte. Il nome "Paleariza" riflette il legame profondo con questo territorio, caratterizzato da una tradizione orale e da una lingua antica. Il festival si propone di presentare e valorizzare le peculiarità etno-culturali dell'area Grecofona e di creare un punto di incontro tra il contesto locale e quello globale, favorendo la collaborazione tra diverse realtà culturali locali.
Fin dalle origini,  il festival è stato diretto dall'antropologo Ettore Castagna
, che ha adottato un approccio sperimentale nella scelta delle proposte musicali e nella valorizzazione delle tradizioni locali, come il ballo do camiddu e il palio degli scecchi. Questa fase ha incluso concerti di suonatori tradizionali e artisti emergenti. Il festival non si limitava alla musica, ma includeva anche convegni, proiezioni video, trekking e visite guidate.
Negli ultimi anni, la direzione del festival è stata assunta dal G.A.L. Area GRECANICA, con il supporto del consorzio turistico PUCAMBÙ. Il crescente interesse per la world music ha ampliato il pubblico del festival, attirando soprattutto i giovani. Nel corso delle varie edizioni, artisti di fama internazionale, come Enzo Avitabile, Teresa De Sio, Edoardo Bennato, Bollywood Brass Band, Noa, Hevia e Angelo Branduardi, hanno partecipato al festival.
Generalmente si svolgeva nei paesi di Africo, Bagaladi, Bova, Bova Marina, Brancaleone, Condofuri, Melito di Porto Salvo, Palizzi, Staiti.
Durante il Paleariza, nell'arco di una ventina di giorni si percorrono chilometri di strade spesso tortuose che portano ai bellissimi centri montani che nelle serate del festival aprono le loro porte ed offrono la loro tradizionale ospitalità ad un numeroso pubblico.
I siti più disagevoli da raggiungere sono spesso i più affascinanti, come il centro abbandonato di Roghudi Vecchio, dove non c'è luce elettrica e bisogna accontentarsi di una scia di candele e di un piccolo generatore, oppure la Chiesa Bizantina di Santa Maria dei Tridetti.
In coordinamento ad alcune date le guide ufficiali del Parco nazionale dell'Aspromonte organizzano un trekking che permette di raggiungere il luogo del concerto attraverso una lunga passeggiata alla scoperta delle bellezze naturalistiche di queste montagne.
In ogni data gli abitanti del luogo collaborano allestendo bancarelle di specialità etnogastronomiche che offrono al pubblico di Paleariza la possibilità di entrare in contatto in modo diretto con importanti aspetti dell'antichissima cultura locale.
Il festival ha avuto l'alto patrocinio del "Consolato di Grecia" (Sede di Napoli), il patrocinio ed il contributo organizzativo di: Ente Parco nazionale dell'Aspromonte, Regione Calabria, Amministrazione Provinciale di Reggio Calabria, G.A.L. "Area GRECANICA", Comunità Montana V.J.M. "Capo Sud”
Il festival Paleariza è realizzato sulla base di fondi A.P.Q. della Regione Calabria di cui è soggetto attuatore il Comune di Bova.
Nel 2011 il festival è indicato dal Ministero del Turismo quale Patrimonio d'Italia,  titolo riservato alle eccellenze nazionali che contribuiscono a valorizzare l'immagine dell'Italia ed a generare conseguenti flussi turistici.
Dopo l’edizione del 2020, la 22º, caratterizzata anche dalle restrizioni relative alla Pandemia di Covid-19 non è stato più riproposto

## Edizioni del Paleariza
| anno | edizione | titolo grecofono                                             | titolo italiano                                                 |  |
| ---- | -------- | ------------------------------------------------------------ | --------------------------------------------------------------- |  |
| 1997 | 1°       |                                                              |                                                                 |  |
| 1998 | 2º       |                                                              |                                                                 |  |
| 1999 | 3º       |                                                              |                                                                 |  |
| 2000 | 4º       | To mèli, i Grecia ce to fengari                              | Il miele, la Grecia e la luna                                   |  |
| 2001 |          |                                                              |                                                                 |  |
| 2002 | 5º       | To cendri, to rodo, to fengari                               | La gemma, la rosa, la luna                                      |  |
| 2003 | 6º       | Sonn'este macrìa, certa condà                                | Forse lontano, di certo vicino                                  |  |
| 2004 | 7°       | I Cardìa ce to Pigadi                                        | Il Cuore e la Sorgente                                          |  |
| 2005 | 8°       | Musica tu cosmu stin Calavrìa greca                          | Musica del mondo nella Calabria greca                           |  |
| 2006 | 9°       | Nasìde sto megalo rema                                       | Isole nel grande mare                                           |  |
| 2007 | 10°      | To caglio prama ene i stratìa                                | L'importante è il viaggio                                       |  |
| 2008 | 11°      | Astra tu calocèriu ce ena lirì ti crunni                     | Stelle d'estate e un arcobaleno che suona                       |  |
| 2009 | 12°      | Pis trechi glicora de thorì tipote                           | Chi va veloce non vede nulla                                    |  |
| 2010 | 13°      | I glossa, o logo, i irini                                    | La lingua, la parola, la pace                                   |  |
| 2011 | 14°      | Ola ta pràmata di pau zzilà, pau kondà to ena sto addo.      | Tutto ciò che va verso l'alto converge                          |  |
| 2012 | 15°      | Sto centro olò ton pramàto stekete o iglio.                  | Al centro di tutte le cose risiede il sole                      |  |
| 2013 | 16°      | Erkete enan kerò ja' pasa prama                              | Viene un tempo per ogni cosa                                    |  |
| 2014 | 17°      | Ti porpatì stràtandu em betti mai                            | Chi cammina per la sua strada non cade mai                      |  |
| 2015 | 18°      | Tis proma sperri proma serri                                 | Chi prima semina, prima raccoglie                               |  |
| 2016 | 19°      | O chorèa krunni ta krùmata tu Chorìu                         | L'aria suona i suoni dell'Area                                  |  |
| 2017 | 20°      | Tragudùsi i jinéke stin dulìa, tragudùsi i pezì oli tin ora  | Cantano le donne al lavoro, cantano i lavoratori tutto il tempo |  |
| 2018 | 21°      | Irta na sas ipo enan tragudi jatì i kardìa dikimu ene megali | Sono venuto a cantarvi una canzona perché grande è il mio cuore |  |
| 2020 | 22°      | I dìnami na mìnome... an te rize tragudusi ta fidda chlorà   | La forza di restare... dalle radici cantano le foglie verdi     |  |